# باربرا (فلم 1997)
باربرا فيلم دنماركي إنتاج عام 1997 من إخراج نيلس مالمروس، وتمثيل أنيكا فون دير ليبه ولارس سيمونسن.
قصة الفيلم مقتبسة من رواية للكاتب الدنماركي يوزف ياكوبسن، وتدورأحداث القيلم حول وزير عاش القرن الثامن عشر يفتنه جمال امرأة مجنونة ويتزوجها. وحاز الفيلم على عدة جوائز أفلام دنماركية.

## روابط خارجية
- مقالات تستعمل روابط فنية بلا صلة مع ويكي بيانات